# Pingvinen och lyckostenen
Pingvinen och lyckostenen (engelska: The Pebble and the Penguin) är en irländsk/amerikansk animerad film från 1995.

## Handling
En pingvin drömmer om att hitta en sten, fin nog att ge till Marina, världens sötaste pingvinflicka. Han ger sig iväg för att leta, och på havet råkar han ut för många äventyr.

## Filmmusik
Sångerna skrevs av Barry Manilow som tidigare hade skrivit för Tummelisa, tillsammans med hans mångåriga samarbetspartner och textförfattare Bruce Sussman. Filmmusiken skrevs av Mark Watters.

## Röster i urval
| Figur     | Originalröst | Svensk röst       |
| --------- | ------------ | ----------------- |
| Hubie     | Martin Short | Frank Ådahl       |
| Marina    | Annie Golden | Pernilla Wahlgren |
| Rocko     | Jim Belushi  | Tommy Nilsson     |
| Drake     | Tim Curry    | Jan Åström        |
| Berättare | Shani Wallis | Åsa Bjerkerot     |

- Övriga röster – Åsa Bjerkerot, Gunnar Uddén, Anders Öjebo, Mariam Wallentin, Roger Storm
- Kör – Bertil Engh, Mikael Grahn, Anders Öjebo
- Regi – Anders Öjebo
- Översättning – Mats Wänblad